# Philipp Borchers
Philipp Borchers (* 7. November 1887 in Hannover; † 26. August 1949 in Ljublino, Sowjetunion) war ein deutscher Bergsteiger und Funktionär des Deutschen und Österreichischen Alpenvereins (DuOeAV).

## Leben
Borchers war Mitglied der Akademischen Sektion Berlin sowie der Sektionen Bremen und Berlin des DuOeAV. Von 1929 bis 1938 war er dritter Vorsitzender des DuOeAV. 1932 leitete er die Expedition des DuOeAV in die Cordillera Blanca (Peru) im Jahre 1932. Bekannt wurde er vor allem über sein Pamir-Buch. Im Pamir nahm Philipp Borchers an der Erstbesteigung von fünf Sechstausendern teil. 
Von 1935 bis 1937 war er stellvertretender Sekretär des Rotary Clubs Bremen.
Beruflich war er als Regierungsrat in Bremen tätig. Er starb 1949 in sowjetischer Kriegsgefangenschaft.

## Werke (Auswahl)
- Berge und Gipfel im Pamir, Stuttgart, 1931